# 애니메이션 월드 네트워크

애니메이션 월드 네트워크(영어: Animation World Network, AWN)은 온라인 출판 그룹이다. 애니메이터를 상대로 전문화 된 광대한 뉴스와 문서 및 링크를 제공한다. 잡지 "애니메이션 월드"를 출판한다.

## 같이 보기
- 애니메이션 매거진